# K (歌手)
K（1983年11月16日—），原名姜潤成，出生于韩国首尔。在日韩国男歌手，居住于日本。表弟為韓國男子組合SF9成員仁誠。

## 作品

### 單曲
- “over...”（2005年3月2日）※“H2~好逑双物语~”（H2～君といた日々）主题歌
- “拥抱”（抱きしめたい）（2005年5月11日）
- “Girlfriend”（2005年7月27日）
- “Only Human”（2005年11月23日）※（1リットルの涙）主题歌
- “The Day”（2006年4月19日）
- “Brand New Map”（2006年8月23日）
- “First Christmas”（2006年11月1日）
- “Birth of Treasure”（2007年8月29日）
- “Play And Pray”（2008年6月25日）
- “525600min. ～Seasons of Love～”（2008年11月5日）
- “想見你”（2010年6月16日）
- “dear...”（2010年10月27日）
- “Christmas Time Again”（2013年12月4日）
- “Years”（2015年7月1日）
- “雲的另一面”（2016年3月9日）
- “Shine”（2017年2月2日）
- “桐箪笥之歌”（2017年6月14日）

### 專輯

#### 日本專輯
- “飞越情海”（Beyond the Sea）（2006年1月18日）
- “Music in My Life”（2006年12月13日）
- “The TIMELESS Collection VOL.1”（2007年3月21日）
- “セリーヌ・ディオン・トリビュート”（2007年9月26日）
- “Traveling Song”（2009年3月18日）
- “Merry Christmas”（2009年12月2日）
- “K-BEST”（2010年12月1日）
- “641”（2013年5月29日）
- “On My Journey”（2014年6月4日）
- “Ear Food”（2015年8月5日）
- “Storyteller”（2018年1月24日）

#### 韩国專輯
- Vol 1
- Vol 2.美笑（웃어요）

### DVD
- film K ～a voice from the heaven～（2006年2月15日）
- film K vol.2 ～Music in My Life～（2008年6月25日）
- film K vol.3 「live K in 武道館～so long～ 20101130」（2011年3月2日）